# Sélonie

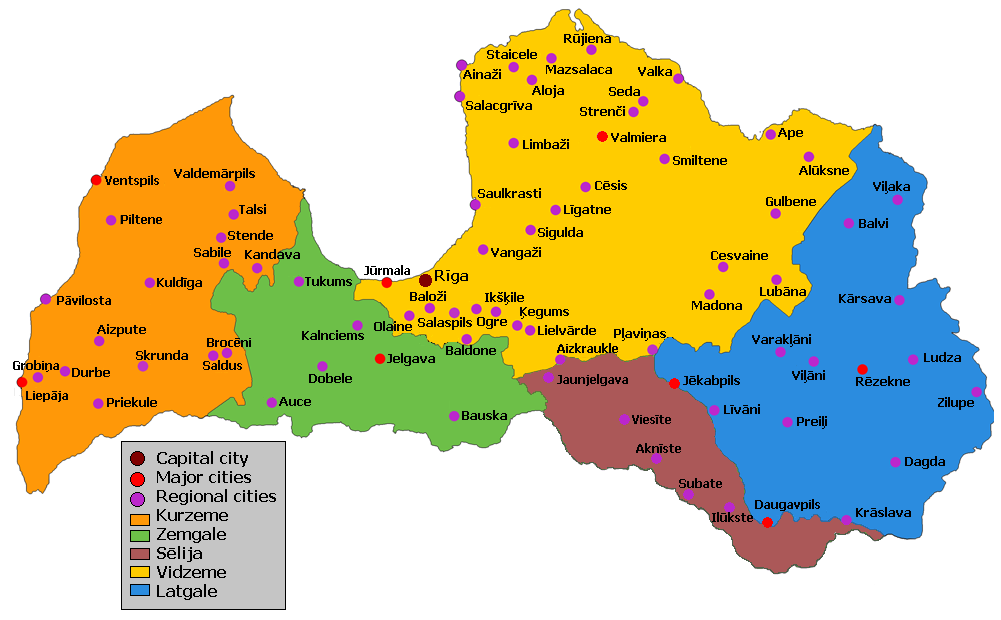
Région historique de la Lettonie : la Sélonie est en mauve.

La Sélonie (letton : Sēlija ou Augšzeme : les Hautes Terres) est une région historique de la Lettonie, située dans la partie orientale de la Sémigalie (district de Daugavpils et une partie du district de Jekabpils et de Aizkraukle qui sont situés au sud de la Daugava). Aujourd’hui, elle est répartie entre les régions administratives de Zemgale (partie ouest) et de Latgale (partie est).
La principale ville est Daugavpils, mais elle comprend également Sēlpils (en).
Elle est surtout peuplée par des Lettons, des Russes et des Lituaniens.

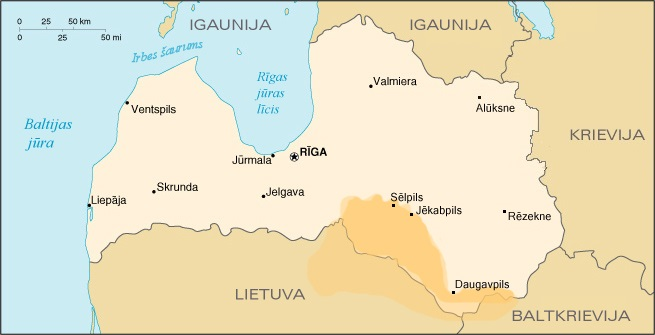
Ancienne carte de la Sélonie.